# Alexei Alexandrowitsch Bachruschin

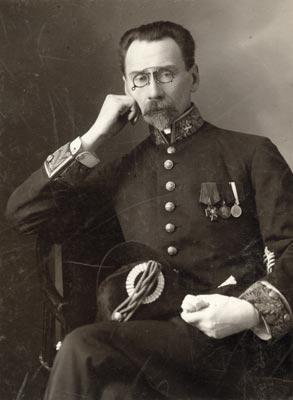
Alexei Alexandrowitsch Bachruschin

Alexei Alexandrowitsch Bachruschin (russisch Алексей Александрович Бахрушин; * 31. Januarjul. / 12. Februar 1865greg. in Moskau; † 7. Juni 1929 in Malyje Gorki bei Aprelewka) war ein russischer Unternehmer, Mäzen und Gründer des Moskauer Theatermuseums.

## Leben
Bachruschin war der Sohn des Unternehmers Alexander Alexejewitsch Bachruschin aus der reichen Bachruschin-Familie und hatte zwei ältere Brüder und drei Schwestern. Die Mutter Jelena Michailowna geborene Postnikowa stammte auch aus einer Kaufmannsfamilie und liebte das Theater und die Musik. Der Großvater Alexei Fjodorowitsch Bachruschin schrieb Gedichte, während der Vater Fremdsprachen beherrschte. Bachruschin besuchte 1876–1879 das private Gymnasium Franz Iwanowitsch Kreimans. Bereits als Sechzehnjähriger war Bachruschin Stammgast des Bolschoi-Theaters und dann Freund der Schauspielertruppe des Maly-Theaters. In der Folge versuchte er sich auf der Bühne des Theaterkreises des Sommertheaters Perlowka (Mikrorajon von Mytischtschi). Dazu begann er nach dem Vorbild seines älteren Vetters Alexei Petrowitsch Bachruschin Antiquitäten zu sammeln.

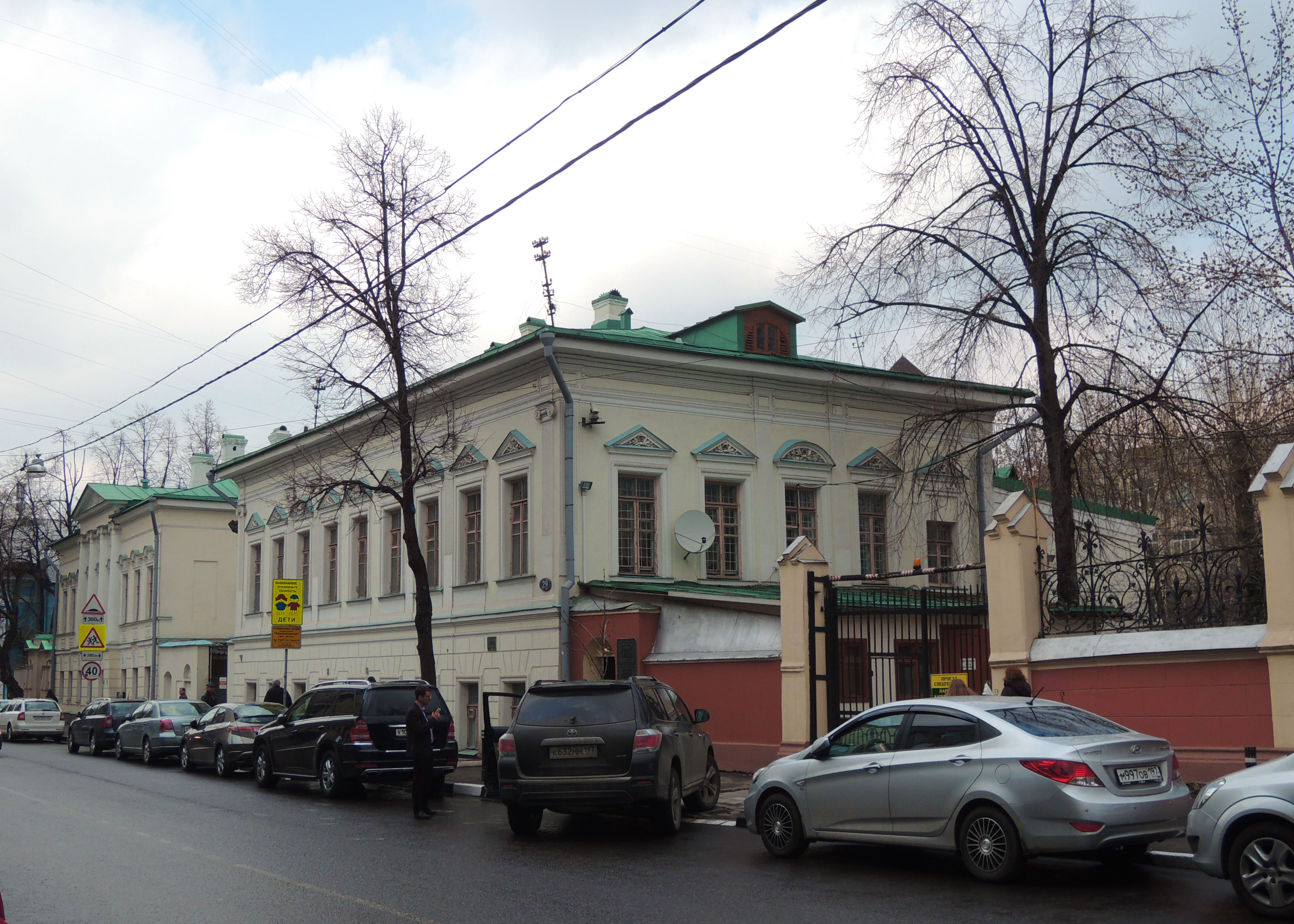
A.-A.-Bachruschin-Villa

1888 trat Bachruschin in das Familienunternehmen Genossenschaft Gerberei und Tuchfabrikation Alexei Bachruschin und Söhne ein und wurde unternehmerisch tätig. Er wohnte in einer alten Villa in Samoskworetschje (Uliza Bachruschina 29, 29a). Allerdings widmete er sich ab 1890 immer mehr seiner Sammeltätigkeit. Er reiste viel in Russland und ins westliche Ausland. Er sammelte Theaterraritäten, Bilder, Musikinstrumente sowie Gegenstände der Volkskunst, Möbel und Volkstrachten. In seinem Haus trafen sich viele Regisseure, Sänger und Schauspieler, so Marija Nikolajewna Jermolowa, Fjodor Iwanowitsch Schaljapin, Leonid Witaljewitsch Sobinow, Konstantin Sergejewitsch Stanislawski und Wladimir Iwanowitsch Nemirowitsch-Dantschenko, die ihm auch Dinge für seine Sammlung mitbrachten. 1894 stellte Bachruschin seine Theatersammlung der Öffentlichkeit vor, was die Geburtsstunde des Theatermuseums war.

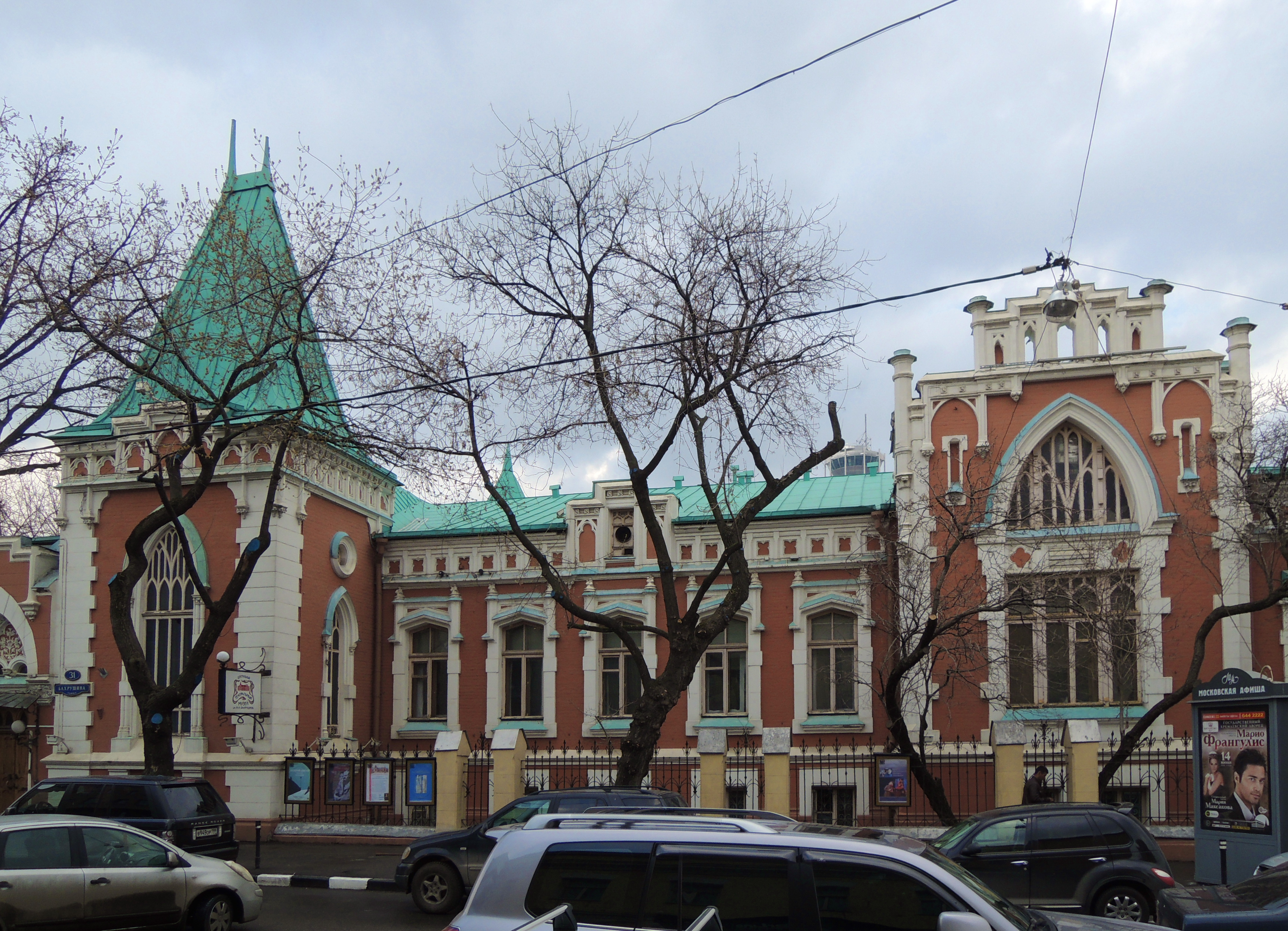
Bachruschins Theatermuseum

Bachruschin heiratete 1895 Wera Wassiljewna Nossowa (1875–1942), Tochter des Unternehmers Wassili Dmitrijewitsch Nossow. Sie bekamen drei Kinder. Der älteste Sohn Juri Alexejewitsch Bachruschin wurde Balletthistoriker. 1896 ließ Bachruschin sich von Karl Karlowitsch Hippius neben seiner Villa ein neugotisches Herrenhaus bauen (Uliza Bachruschina 31/12), in dem er dann sein Theatermuseum unterbrachte.

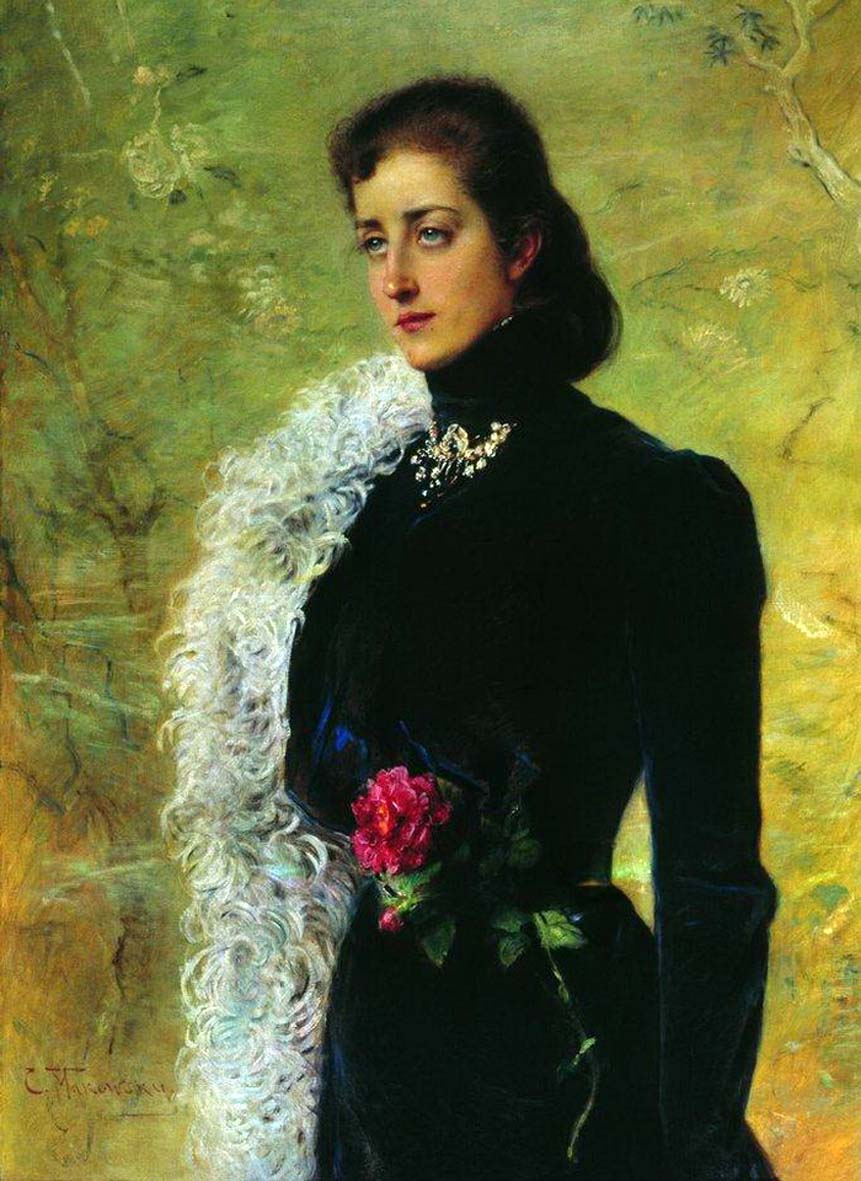
Wera Wassiljewna Bachruschina (K. J. Makowski)

Nach dem Tode seines ältesten Bruders Wladimir 1910 musste Bachruschin das Familienunternehmen leiten (bis zur Oktoberrevolution). Für seine unternehmerische Tätigkeit erhielt er den Orden der Heiligen Anna III. Klasse. Er war Mitglied des Moskauer Börsenvereins, Mitglied des Rats der Russischen Theatergesellschaft, Ehrenmitglied des Rats des städtischen Jakimanka-Kuratoriums für die Armen und Mitglied des Rats des Gebrüder-Bachruschin-Krankenhauses und -Entbindungsheims.
Bachruschin war 1900–1916 stimmberechtigtes Mitglied der Moskauer Stadtduma, in der er die Kommission für Volksvergnügen leitete. Die Kommission beschloss in Moskau 12 Volkshäuser einzurichten. Das erste Volkshaus wurde 1904 eröffnet (Palais an der Jausa) und ab 1906 von Bachruschin geleitet, der dort eine ständige Theatertruppe einrichtete, darunter auch Iwan Iljitsch Mosschuchin. 1915 wurde Bachruschin die Gesamtleitung der Volkshäuser übertragen.
Die Familie Bachruschin wohnte ab 1904 in der gemieteten Datsche des Schriftstellers Nikolai Dmitrijewitsch Teleschow in Malachowka. Dort initiierte Bachruschin mit eigener finanzieller Beteiligung die Gründung eines Gymnasiums. 1909 zeigte die Akademie der Wissenschaften Interesse an Bachruschins Theatermuseum. Darauf stiftete Bachruschin der Akademie der Wissenschaften sein Theatermuseum mit einer feierlichen Übergabe 1913. Ein Museumsvorstand wurde gebildet mit Bachruschin an der Spitze, der Ehrenkurator des Museums bis zu seinem Lebensende war. Im gleichen Jahr 1913 kaufte Bachruschin das Herrenhaus Afinejewo (Ujesd Wereja), das von Ilja Jewgrafowitsch Bondarenko umgebaut wurde. 1915 erhielt er den Orden des Heiligen Wladimir IV. Klasse. Als 1916 das Herrenhaus Afinejewo abbrannte, zogen die Bachruschins in eine gemietete Datsche im benachbarten Dorf Malyje Gorki.
Bachruschin blieb Leiter des Theatermuseums auch nach der Oktoberrevolution bis zu seinem Tode. Er wurde auf dem Moskauer Wagankowoer Friedhof begraben.